# Ultima chance
Ultima chance è un singolo del cantante italiano Samuele Bersani, pubblicato il 17 gennaio 2014 come terzo estratto dall'album in studio Nuvola numero nove. Dell'album, è il quinto brano.

## Descrizione
Scritta e musicata dal cantante, la canzone rappresenta un soliloquio interiore.

## Video musicale
Il 18 gennaio 2014, il cantante ha pubblicato un lyric video attraverso il proprio canale YouTube. Il testo è animato da Bruno D'Elia.